# ستيف أرنولد
ستيف أرنولد (بالإنجليزية: Steve Arnold)‏ (5 يناير 1951 في المملكة المتحدة - ) هو لاعب كرة قدم بريطاني في مركز الوسط. لعب مع نادي توركي يونايتد ونادي روتشديل ونادي ساوثبورت ونادي كرو ألكساندرا ونادي ليفربول وDorchester Town F.C. ‏ ونادي ويموث.

## وصلات خارجية
- ستيف أرنولد على موقع قاعدة بيانات كرة القدم.إي يو (الإنجليزية)